# Маяк острова Вуд
Маяк острова Вуд (англ. Wood Island Light) — маяк, расположенный на небольшом острове Вуд на входе в залив Сако, куда впадает река Сако, близ устья которой находится город Биддефорд, округ Йорк, штат Мэн, США. Построен в 1808 году. Автоматизирован в 1986 году. 

## История
В начале XIX века город Биддефорд был крупным торговым и промышленным центром, и чтобы улучшить навигацию до него, 8 марта 1806 года Конгресс США выделил средства на строительство маяка на острове Вуд. Работы были завершены в 1807 году. Маяк представлял собой деревянную восьмиугольную башню и одноэтажный дом смотрителя. Состояние построек быстро ухудшалось, и в 1838 году Конгресс выделил 5 000$ на строительство нового маяка. В 1839 году строительство было завершено. Новый маяк представлял собой коническую башню из камня. Новый дом смотрителя был также сделан из камня. Однако качество работ было крайне невысоким и уже в 1854 году Конгресс выделил ещё 5 000$ на строительство нового маяка. Новая башня маяка была также каменной, высотой 14,3 метра, как и новый двухэтажный дом смотрителя, который был соединен с башней крытым переходом. В 1873 году дополнительно была построена пирамидальная противотуманная колокольня. Маяк был автоматизирован Береговой охраной США в 1986 году.
В 1988 году он был включен в Национальный реестр исторических мест.

## Фотографии

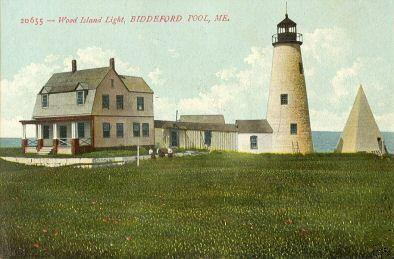
Открытка 1910 года